# ガンズ・アキンボ
『ガンズ・アキンボ』（Guns Akimbo）は2019年のイギリス・ニュージーランドのアクション映画。監督はジェイソン・レイ・ハウデン、出演はダニエル・ラドクリフとサマラ・ウィーヴィングなど。連日の口汚い書き込みで闇サイトに捕まった青年が、両手に銃を固定されてデスゲームに参加させられることになるさまを描いたコミカルバイオレンスアクション。

## ストーリー
マイルズはネットの掲示板や動画のコメント欄に過激なコメントを書きこむのを趣味にしていた。ある日の夜、マイルズはスキズムという違法な格闘技をネット上で観戦しつつ、いつものように攻撃的なコメントを書きこんでいた。スキズムを主催するリクターはそのコメントに激怒し、マイルズの身元を特定した後、部下に命じて彼を拉致させた。その後、マイルズは両手に重い拳銃を固定され、戦闘狂のニックスとのデスマッチに放り込まれた。当初、臆病なマイルズは逃げ回るばかりだったが、元カノのノヴァが人質に取られたことを知るや否や、意を決して反攻に転じる。

## キャスト
※括弧内は日本語吹替声優。
マイルズ・リー・ハリス
演 - ダニエル・ラドクリフ（小野賢章）
ゲーム会社勤務の冴えない青年。喘息持ち。「スキズム」の視聴者からは“アキンボ（2丁拳銃の男）”と呼ばれる。
ニックス・デグレイヴス
演 - サマラ・ウィーヴィング（大地葉）
凄腕の女殺し屋。あだ名は“ファッキン・ニックス”。
リクター
演 - ネッド・デネヒー（俊藤光利）
闇サイト「スキズム」を主催するギャング。
ノヴァ・アレクサンダー
演 - ナターシャ・リュー・ボルディッゾ（三重野帆貴）
マイルズの元恋人。人質にされる。
デグレイヴス
演 - グラント・バウラー（堀総士郎）
ニックスを追う刑事。実はニックスの父親。
スタントン
演 - エドウィン・ライト（若林佑）
デグレイヴスの同僚刑事。
グレンジャミン
演 - リス・ダービー（裕樹）
ホームレス。
ハドリー
演 - マイロ・コーソーン
マイルズの同僚。
ザンダー
演 - リチャード・ノウルズ
デイン
演 - マーク・ロウリー
エフィー
演 - レイチェル・オフォリ（和優希）
クライヴ
演 - コリン・モイ
ルビー
演 - ハナコ・フットマン
ファックフェイス
演 - セット・シェストランド
CNNのアナウンサー
演 - J・デヴィッド・ヒンツェ
シャドウェル
演 - ジャック・リディフォード

## 製作

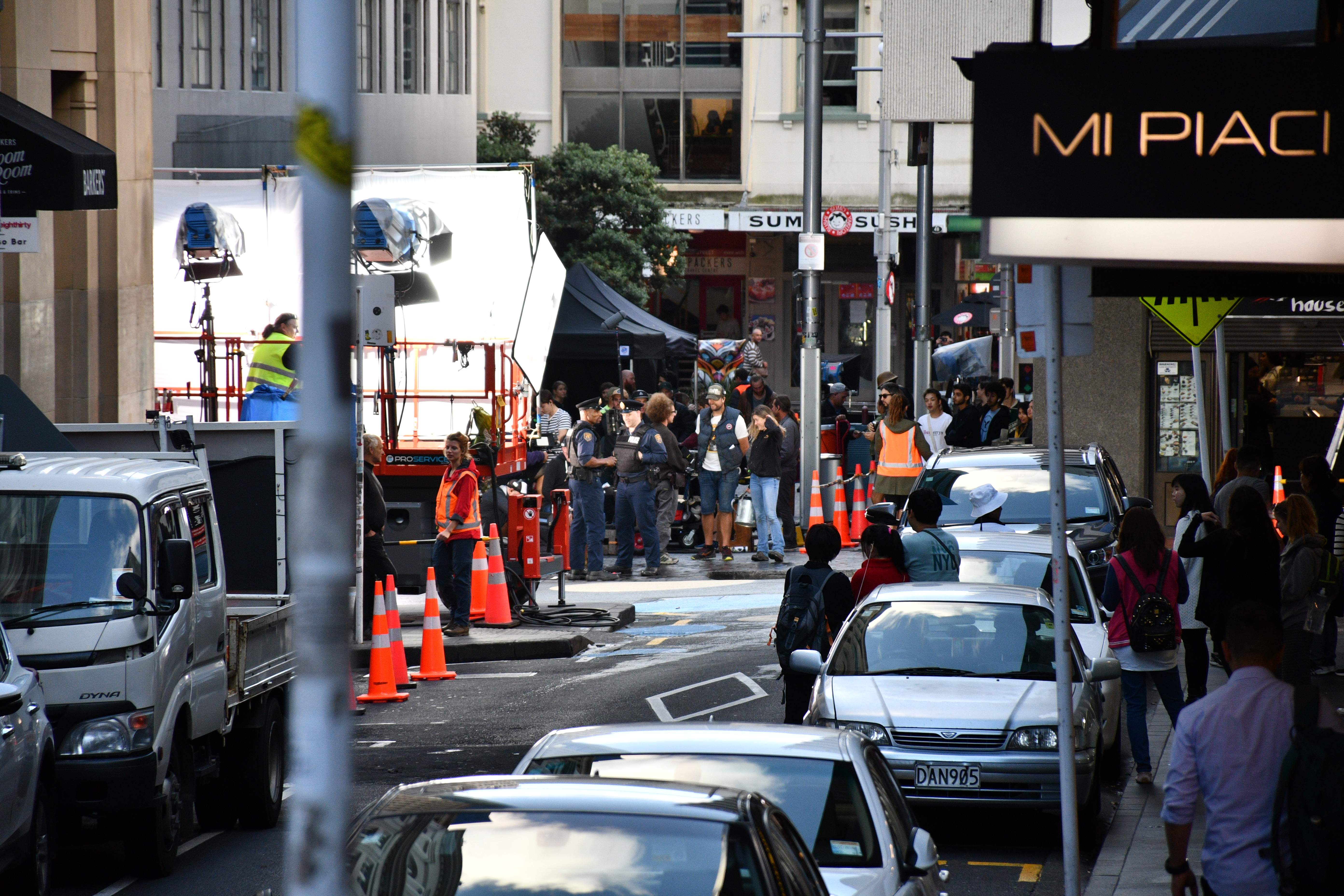
オークランドのジーン・バテン広場での撮影風景

2017年5月12日、ダニエル・ラドクリフが本作に出演するとの報道があった。2018年5月、ナターシャ・リュー・ボルディッゾの出演が決まった。2019年9月6日、エニス・ロトロフが本作で使用される楽曲を手掛けると報じられた。

## 公開・マーケティング
2019年9月9日、本作は第44回トロント国際映画祭でプレミア上映された。11月9日、サバン・フィルムズが本作の全米配給権を獲得したと報じられた。2020年1月15日、本作のオフィシャル・トレイラーが公開された。

## 評価
本作に対する批評家の評価は平凡なものに留まっている。映画批評集積サイトのRotten Tomatoesには67件のレビューがあり、批評家支持率は52%、平均点は10点満点で5.94点となっている。サイト側による批評家の見解の要約は「『ガンズ・アキンボ』は合わない人間にとってはとことん合わない作品である。しかし、同作のビデオゲームを思わせる暴力描写が合う人間にとっては、大いに価値のある作品だろう。」となっている。また、Metacriticには10件のレビューがあり、加重平均値は42/100となっている。